# Dózsa György út metróállomás
A Dózsa György út a budapesti M3-as metróvonal egyik állomása a Váci út/Dózsa György út csomópontban, a Lehel tér és a Göncz Árpád városközpont között. A megállót 1984. november 5-én adták át az M3-as metróvonal III/A szakaszának részeként. Az állomás 2017. november 4-e és 2019. március 29-e között, illetve 2022. május 14-étől 2023. március 20-áig a metróvonal felújítása miatt le volt zárva.

## Jellemzői
Az állomás szélsőperonos kialakítású, kéregvezetésű formában épült, 8,53 méterrel van a felszín alatt. A peronokról hagyományos lépcsők vezetnek fel a Váci út és a Dózsa György út kereszteződése alatt lévő aluljáróba.
A peron átadásakor készítette Szász Endre az állomás falán ma is látható, Dózsa Györgyöt kezében fáklyával ábrázoló, mintegy 10 méter hosszú porcelánpannót. A felújítás után a műből reprodukció készül.

## Átszállási kapcsolatok
| Dózsa György út | 75, 79 | Fővárosi Vízművek és Elektromos Művek székház, Berzsenyi Dániel Gimnázium |

## Képek

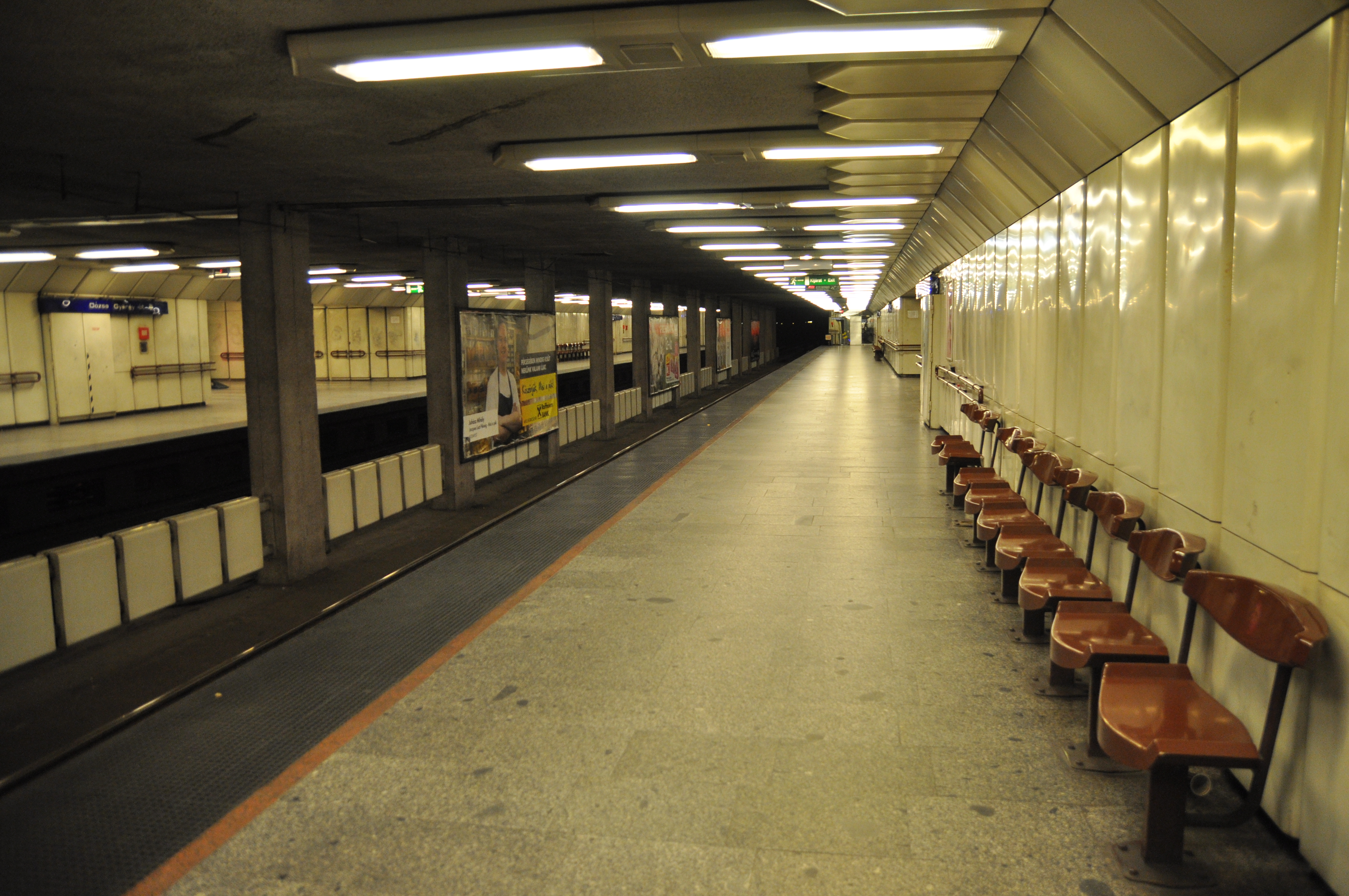
Felújítás előtt (2016)
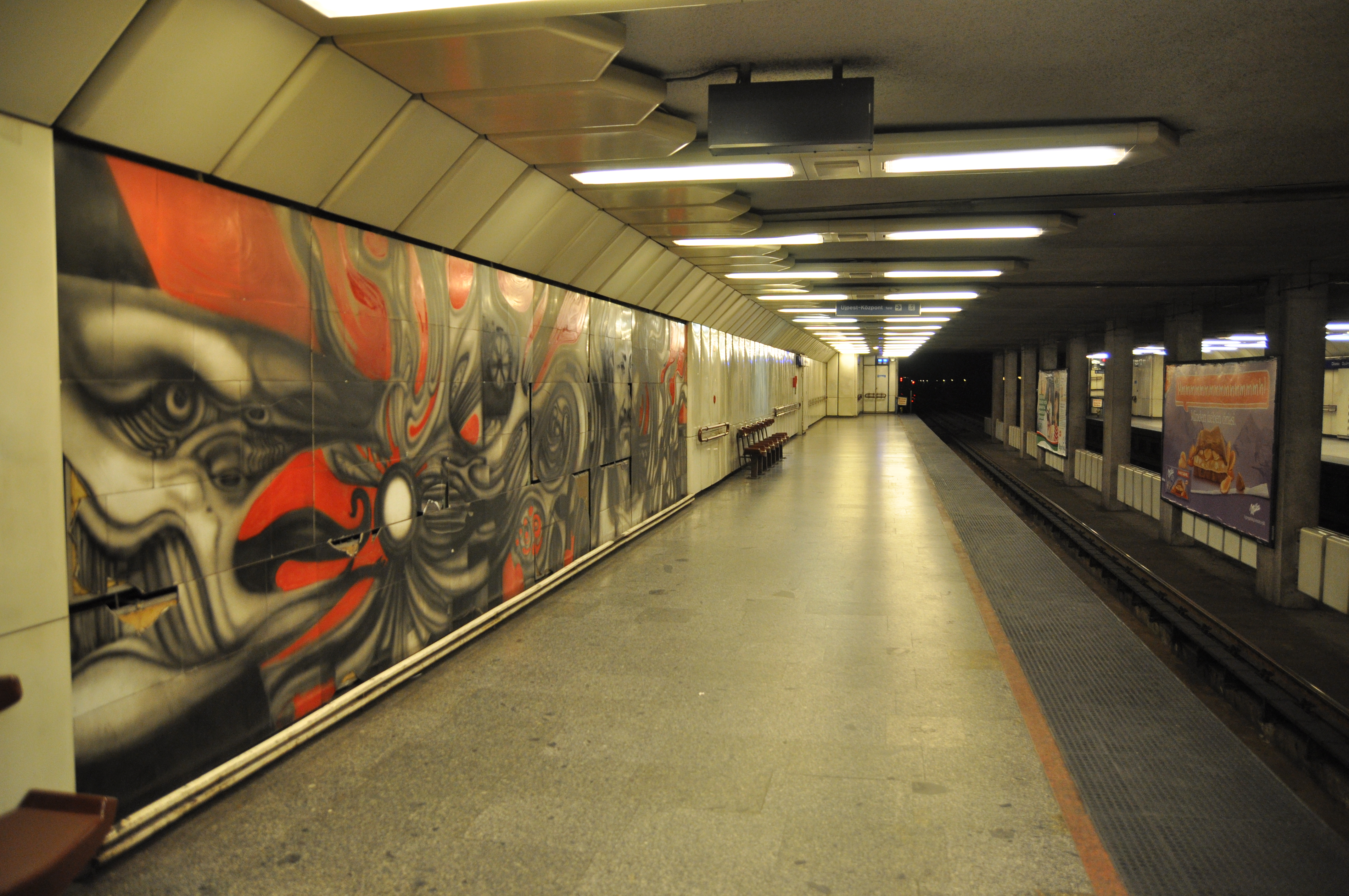
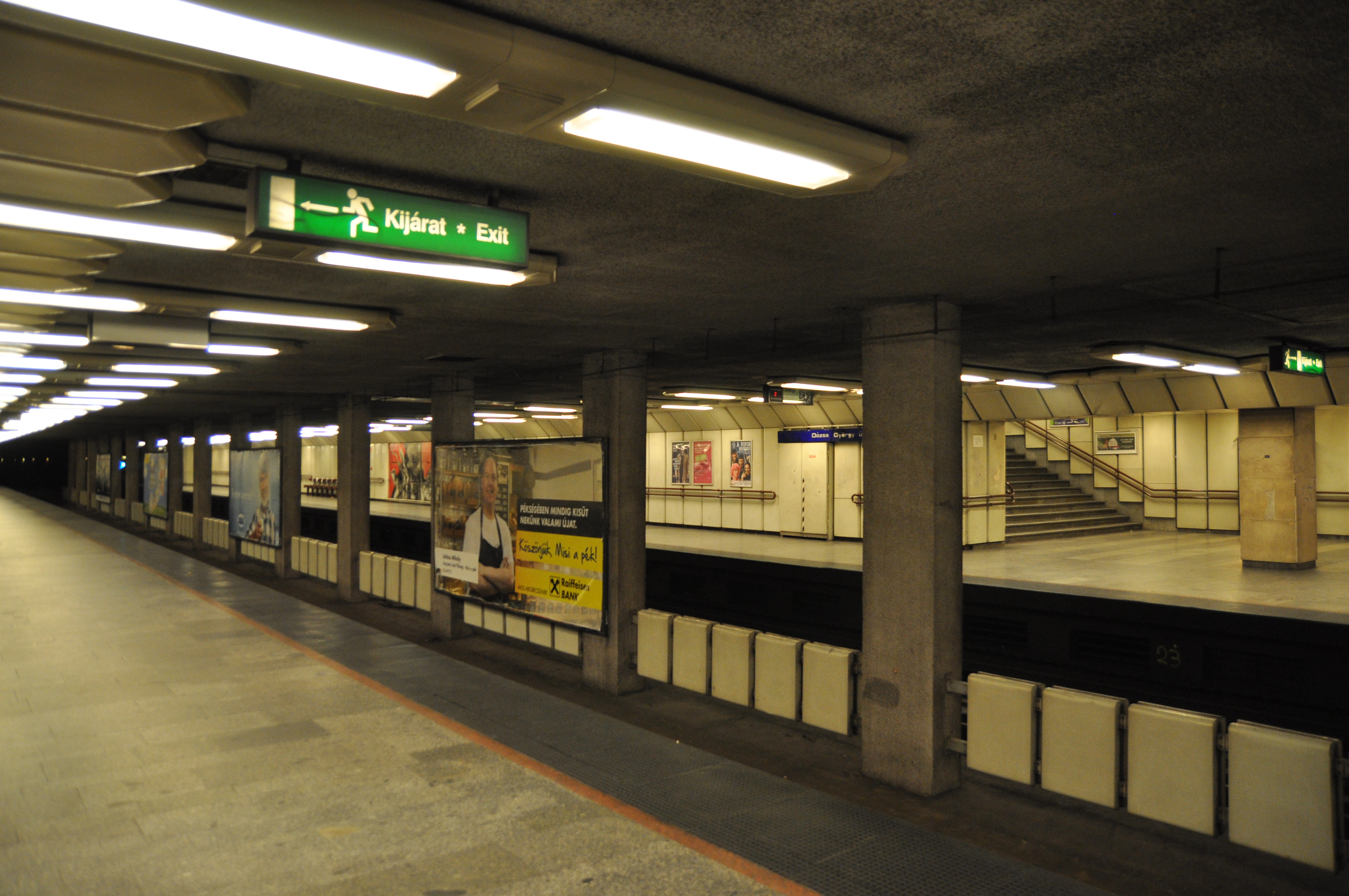
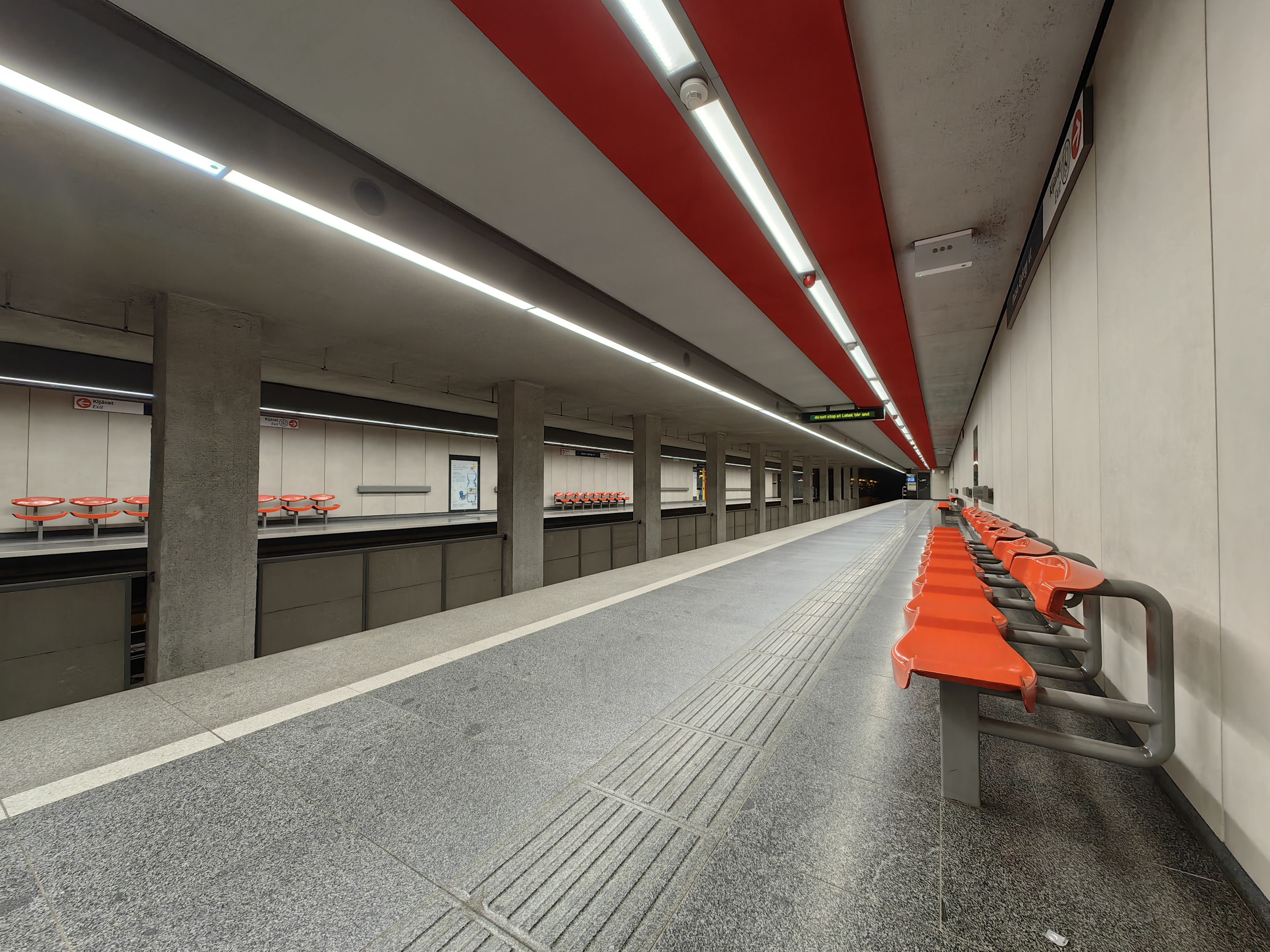
Felújítás után (2023)
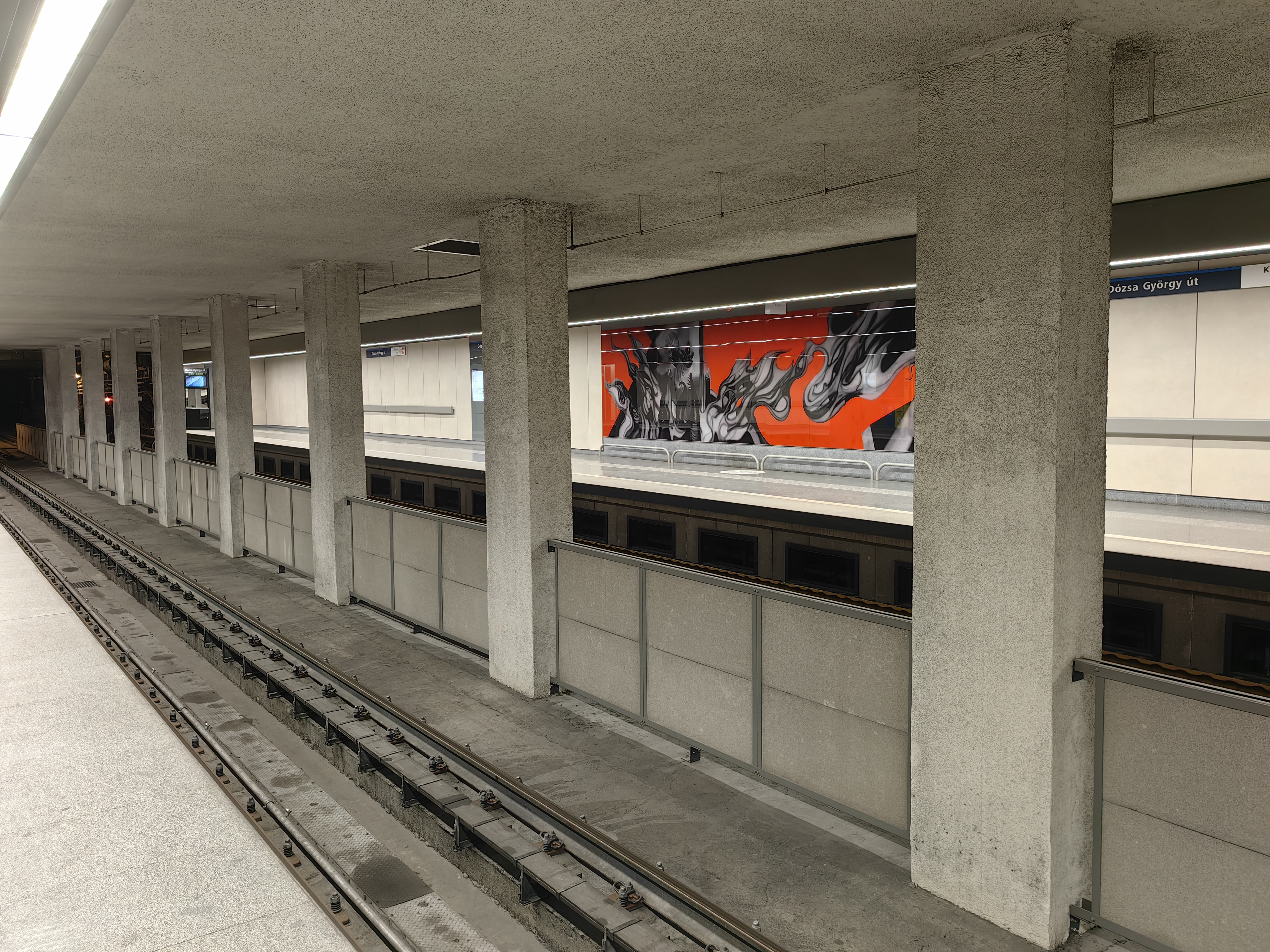
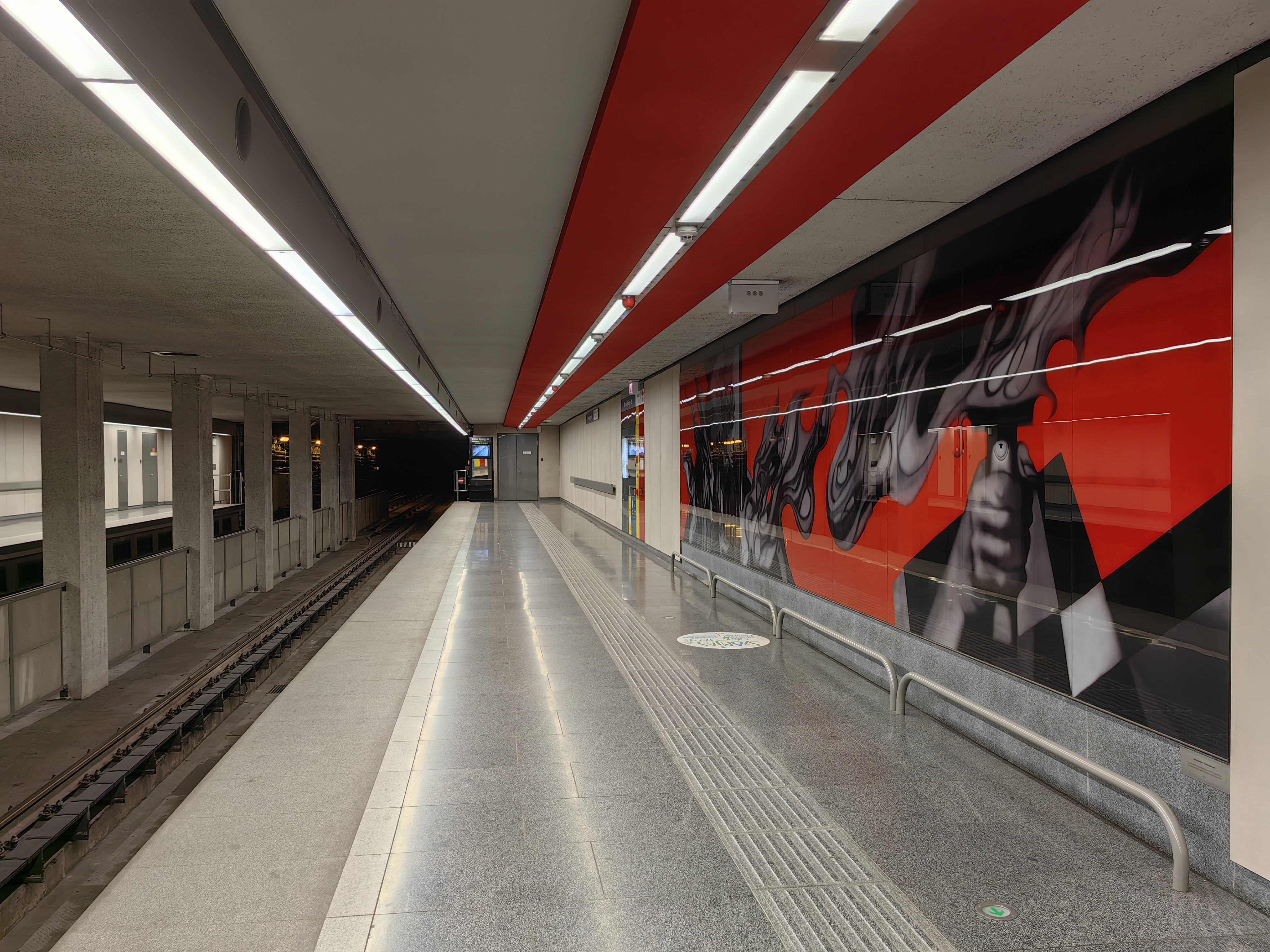